# Stoppelmarkt (Vechta)
Stoppelmarkt ist ein Ortsteil der Stadt Vechta in Niedersachsen. Er ist nach dem 1298 erstmals urkundlich erwähnten Stoppelmarkt benannt, der als einer der ältesten Jahrmärkte Deutschlands gilt. Der Stadtteil umfasst ein Wohngebiet östlich des Hallenwellen- und Freibads Vechta sowie die Westerheide und das Ausstellungsgelände Stoppelmarkt, auf dem jedes Jahr der Stoppelmarkt stattfindet.

## Geschichte
Erstmals urkundlich erwähnt wurde der Markt im Jahre 1298, allerdings noch nicht unter dem Namen „Stoppelmarkt“. Der Markt fand bis 1577 in den Straßen innerhalb der Festungsmauern von Vechta statt. Kaufleute aus vielen europäischen Staaten trafen sich auf diesem Markt. 1577 musste er wegen der Pest auf die abgeernteten Felder vor den Stadttoren verlegt werden. Da er auf Stoppelfeldern stattfand, wurde er danach benannt.

## Veranstaltungen
Auf dem Stoppelmarkt finden viele Veranstaltungen statt. Das bekannteste ist dabei das gleichnamige Volksfest Stoppelmarkt. Neben dem Volksfest finden jedes Jahr die beiden Musik-Festivals Tante Mia Tanzt und Ladioo statt, die jedes Jahr ca. 40.000 Besucher anziehen. Es treten Künstler wie Dmitri Vegas und Like Mike oder Robin Schulz auf. Des Weiteren finden auch Informationsveranstaltung statt, wie die Berufmesse oder die Gewerbe und Industrieschau Nordwest (Gewiin).

## Infrastruktur
Der Haltepunkt Vechta-Stoppelmarkt liegt an der Bahnstrecke Delmenhorst–Hesepe und wird ausschließlich während einiger Veranstaltungen auf dem Ausstellungsgelände von der RB 58 (Osnabrück – Bremen; betrieben durch die NordWestBahn) bedient. Aufgrund der immer zahlreicher mit der Bahn anreisenden Besucher des Stoppelmarktes wird im Stadtrat ein Ausbau der Station diskutiert. Die im April 2011 erstmals stattfindende Gewerbe- und Industrieschau NordWest in Vechta würde ebenfalls davon profitieren.
Im April 2025 erneuert und vergrößert die Deutsche Bahn als Eigentümerin den Bahnsteig, der künftig barrierefrei ist. Bis zum diesjährigen Stoppelmarkt (14. bis 19. August) sollen die Arbeiten abgeschlossen sein.
Während des Stoppelmarktes werden auf den umliegenden Wiesen und Feldern etwa 25.000 Pkw-Parkplätze bereitgestellt. Sie werden auch während der Gewerbe- und Industrieschau entsprechend genutzt.